# Дайдесгайм
Дайдесгайм (нім. Deidesheim) — місто в Німеччині, розташоване в землі Рейнланд-Пфальц. Входить до складу району Бад-Дюркгайм. Центр об'єднання громад Дайдесгайм.
Площа — 26,53 км2. Населення становить 3738 ос. (станом на 31 грудня 2020).

## Галерея

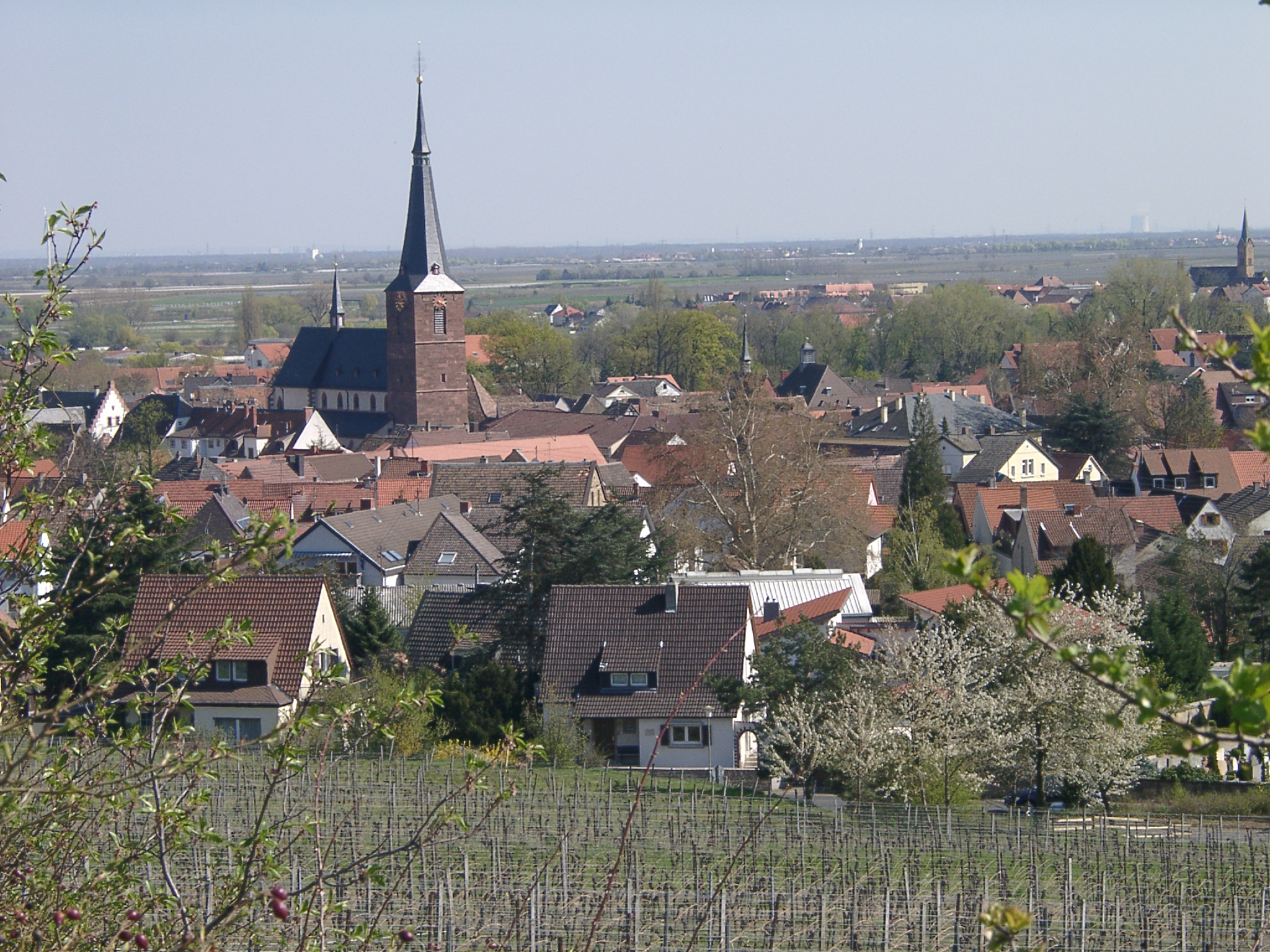
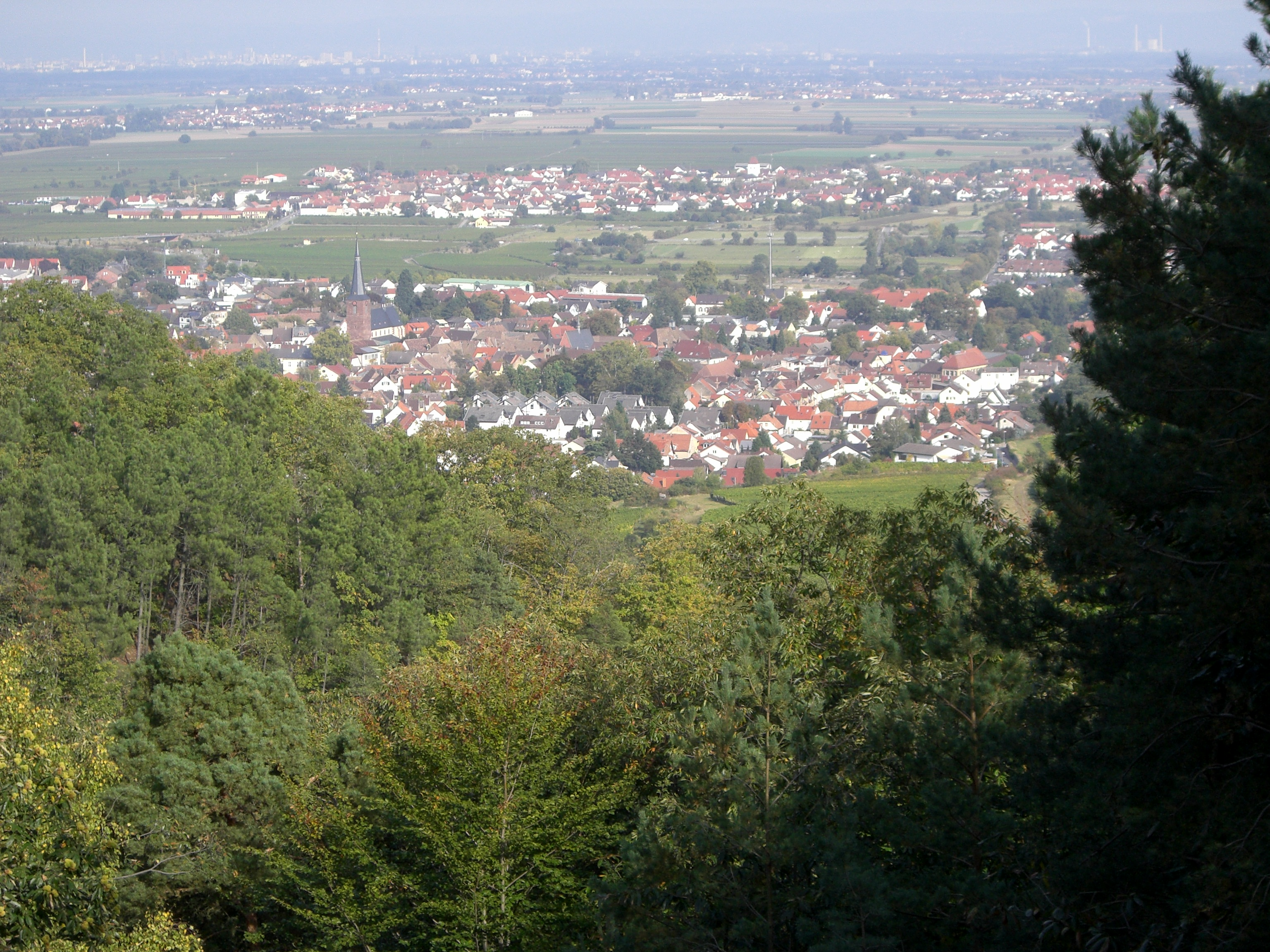
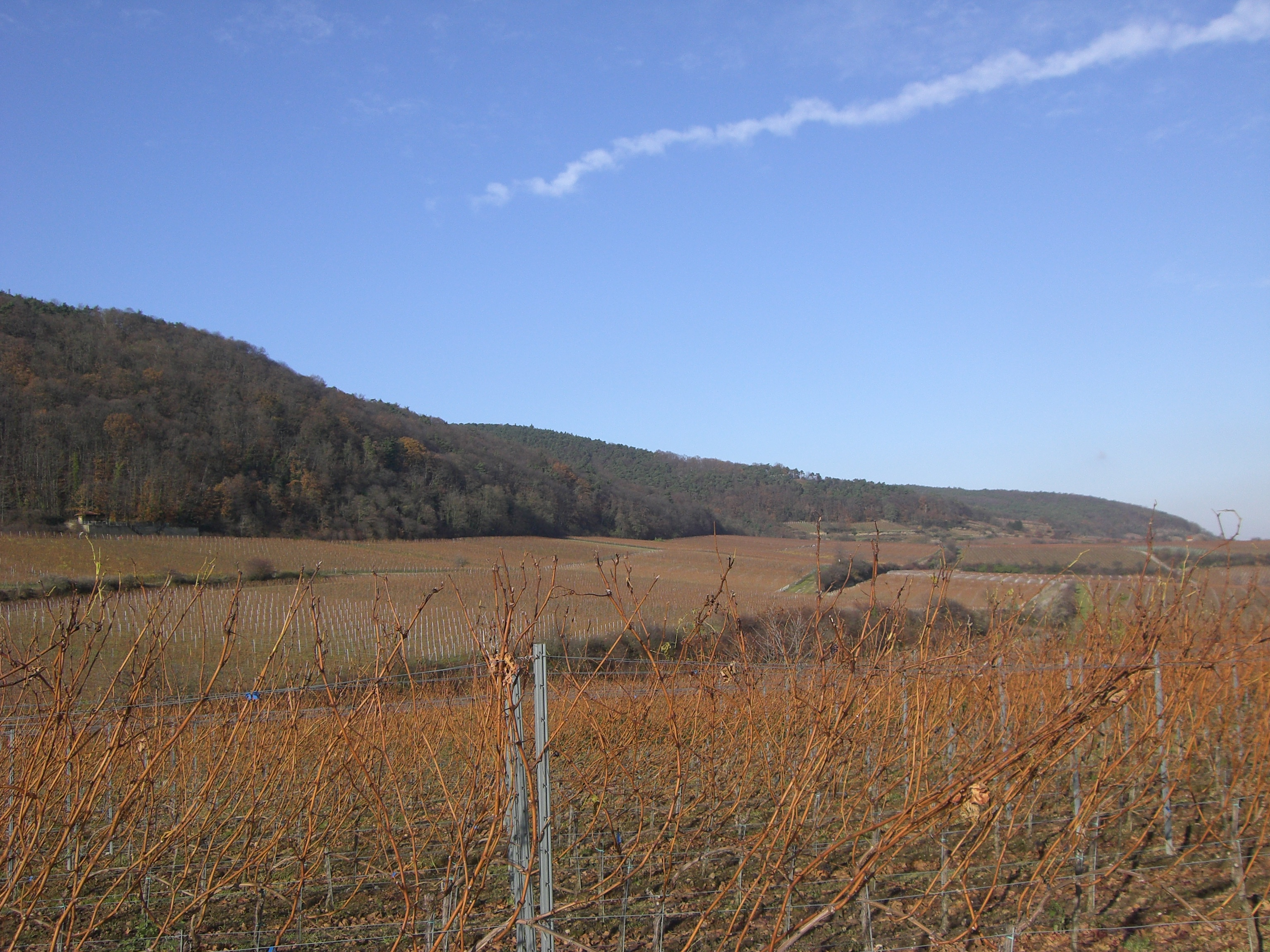
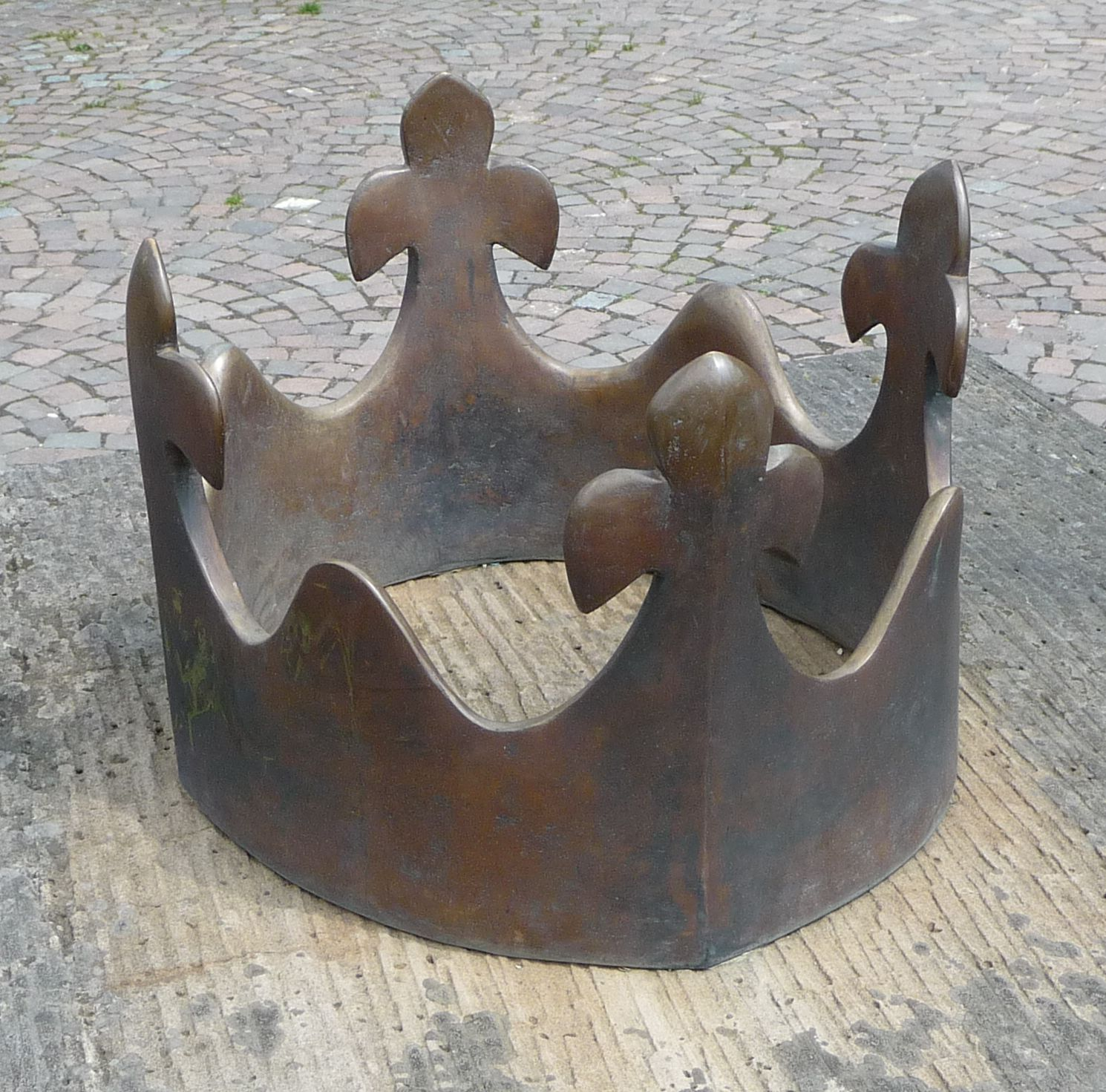
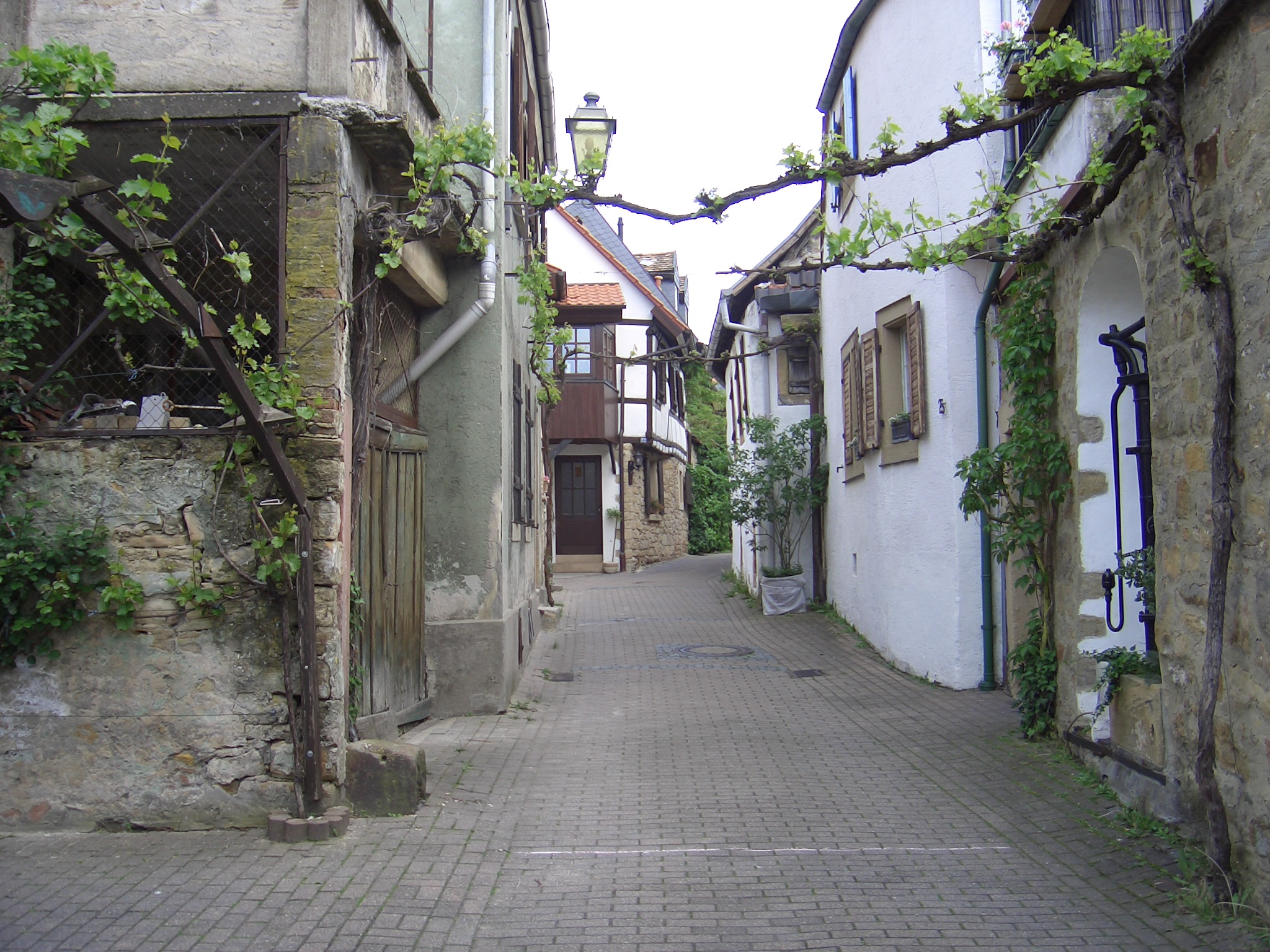
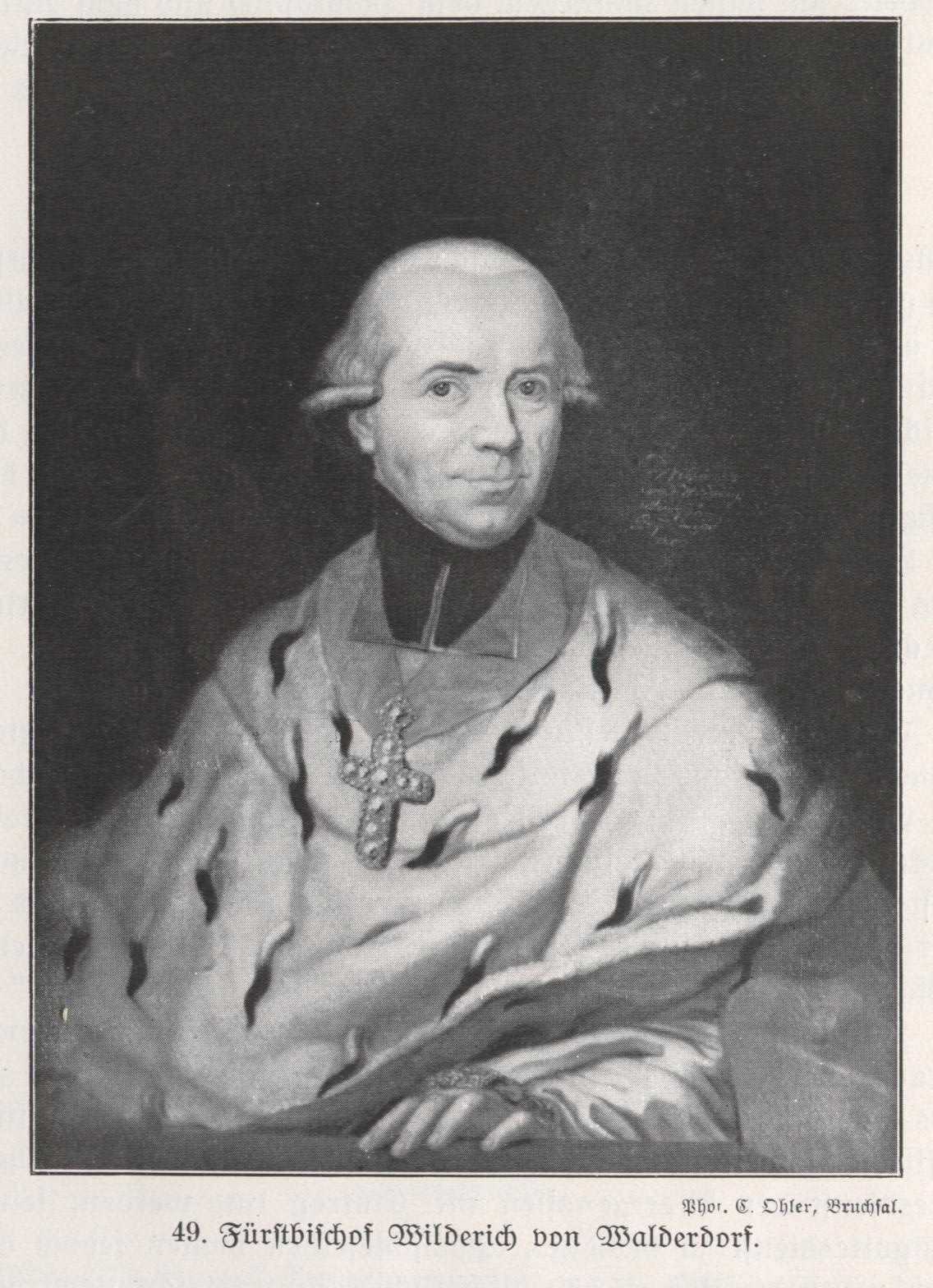